# Dolphin FC (Port Harcourt)
Dolphin FC is een Nigeriaanse voetbalclub uit Port Harcourt. De club werd opgericht als Eagle Cement en veranderde in 2000 zijn naam in Dolphin. In 2007 degradeerde de club en kon na twee seizoenen terugkeren.

## Erelijst
- Landskampioen (3x)

1997, 2004, 2011
- Beker van Nigeria (4x)

2002, 2004, 2006, 2007
- CAF Confederation Cup (1x)

Finale: 2005
Abia Warriors · 
ABS FC · 
Akwa United · 
El Kanemi Warriors · 
Enugu Rangers · 
Enyimba · 
Gombe United · 
Ifeanyi Uba · 
Kano Pillars · 
Katsina United · 
Lobi Stars · 
MFM · 
Nasarawa United · 
Niger Tornadoes · 
Plateau United · 
Remo Stars · 
Rivers United · 
Shooting Stars · 
Sunshine Stars · 
Warri Wolves · 
Wikki Tourists